# Problema celor trei corpuri

Traiectoriile aproximative pentru trei corpuri de masă identică, presupuse punctuale, care sunt plasate inițial în vârfurile unui triunghi scalen, toate trei având inițial viteza zero. Corpurile încep a se mișca datorită forțelor gravitaționale combinate.
Se poate observa că poziția centrului de masă este nemodificată, conform legilor de conservare, în cazul impulsului rezultant al forțelor gravitaționale (cazul prezentat este ideal).

În fizică și în mecanica clasică, problema celor trei corpuri sau problema cu trei corpuri  este problema ca, fiind cunoscute pozițiile și vitezele (sau impulsurile) inițiale a trei mase punctuale, să se determine mișcarea lor ulterioară în conformitate cu legile lui Newton ale mișcării și legea gravitației universale (de asemenea formulată de Newton).  
Problema celor trei corpuri din fizică este un caz particular al problemei celor n corpuri⁠(en)[traduceți]. Spre deosebire de problemele care implică doar două corpuri, care sunt rezolvabile atât literal cât și numeric, pentru problemele cu trei și mai multe corpuri nu există soluții generalizate pentru toate seturile de condiții inițiale. Sistemele dinamice cu componente multiple devin parte a studiilor din teoria haosului, iar în general sunt necesare metode numerice, de multe ori cu metodologii specifice cazului descris. 
Din punct de vedere istoric, prima problemă specifică a trei corpuri care a primit un studiu extins a fost aceea care implica Luna, Pământul și Soarele. Într-un sens modern extins, o problemă cu trei corpuri este orice problemă din mecanica clasică sau din mecanica cuantică care modelează mișcarea a trei corpuri cerești, modelate ca particule, ca puncte ideale, fără dimensiuni, dar având masă.

## Problema limitată cu trei corpuri

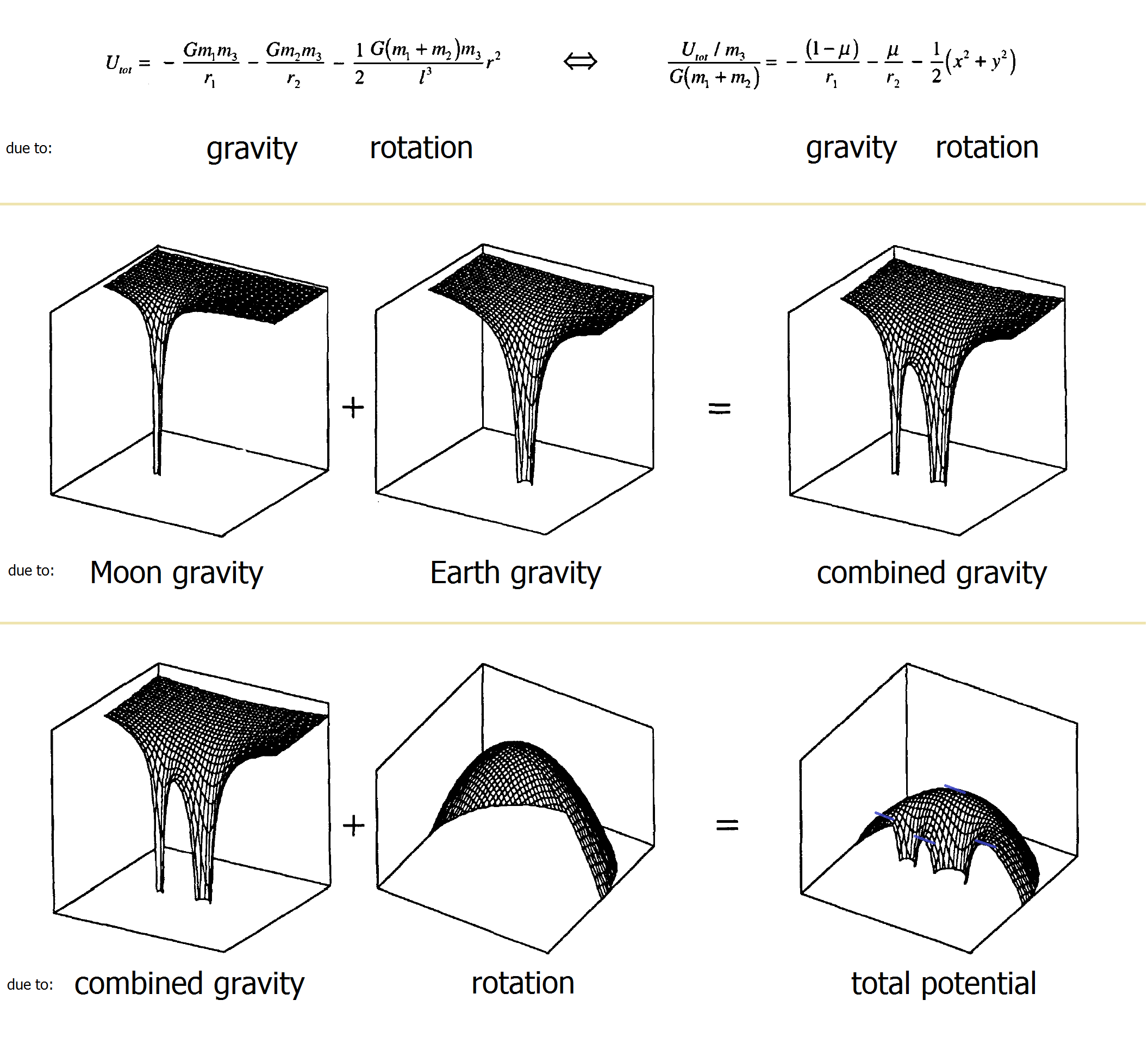
Problema circulară cu trei corpuri restrânse este o aproximație valabilă a orbitelor eliptice găsite în Sistemul Solar și poate fi vizualizată ca o combinație a potențialelor datorită gravității celor două corpuri primare împreună cu efectul centrifugal al rotației lor (efectele Coriolis sunt dinamice și nu apar). Punctele Lagrange pot fi vazute ca cele cinci locuri unde gradientul de pe suprafața rezultantă este zero (arătat ca linii albastre), indicând că forțele sunt in echilibru acolo.

În problema cu trei corpuri restrânsă, un corp de masă neglijabilă ("planetoidul") se mișcă sub influența a două corpuri masive. Având o masă neglijabilă, planetoidul nu exercită nici o forță asupra celor două corpuri masive, care pot fi, prin urmare, descrise în termeni de mișcare cu două corpuri. De obicei, această mișcare cu două corpuri este considerată a fi formată din orbite circulare în jurul centrului de masă, iar planetoidul se presupune că se mișcă în planul definit de orbitele circulare. 
Problema restrânsă cu trei corpuri este mai ușor de analizat teoretic decât întreaga problemă. Este de interes practic, deoarece descrie cu exactitate multe probleme din lumea reală, cel mai important exemplu fiind sistemul Pământ-Lună-Soare. Din aceste motive, a ocupat un rol important în dezvoltarea istorică a problemei cu trei corpuri. 
În această formă, ecuațiile de mișcare poartă o dependență temporală explicită prin coordonate. Totuși, această dependență de timp poate fi eliminată printr-o transformare într-un sistem de referință în rotație⁠(d), ceea ce reprezintă o simplificare importantă în orice analiză ulterioară a ecuațiilor diferențiale.

## Soluții

### Soluție generală

În timp ce un sistem de 3 corpuri care interacționează gravitațional este haotic, un sistem de 3 corpuri care interacționează elastic nu este.

Nu există o soluție analitică generală la problema celor trei corpuri date de expresii și integrale simple algebrice. În plus, mișcarea a trei corpuri nu este în general repetitivă, cu excepția cazurilor particulare.
Pe de altă parte, în 1912, matematicianul finlandez Karl Fritiof Sundman a demonstrat că există o serie de soluții în puterile lui t1/3 pentru problema cu 3 corpuri.  Această serie converge pentru toate t reale, cu excepția condițiilor inițiale care corespund unui moment cinetic zero. (În practică, această restricție din urmă este nesemnificativă, deoarece astfel de condiții inițiale sunt rare, având măsura Lebesgue zero.) 
O problemă importantă în a demonstra acest rezultat este faptul că raza de convergență pentru această serie este determinată de distanța până la cea mai apropiată singularitate. Prin urmare, este necesar să se studieze posibilele singularități ale problemelor celor trei corpuri. Așa cum va fi discutată în cele ce urmează, singurele singularități ale problemei cu trei corpuri sunt coliziunile binare (coliziuni între două particule într-un moment dat) și coliziuni triple (coliziuni între trei particule într-un moment dat). 
Coliziunile, indiferent dacă sunt binare sau triple (de fapt, orice număr), sunt oarecum improbabile, deoarece s-a demonstrat că acestea corespund unui set de condiții inițiale de măsură zero. Cu toate acestea, nu există niciun criteriu cunoscut pentru a fi pus pe starea inițială pentru a evita coliziunile pentru soluția corespunzătoare. Strategia lui Sundman a constat în următorii pași: 
1. Folosind unei schimbări adecvate a variabilelor pentru a continua analiza soluției dincolo de coliziunea binară, într-un proces cunoscut ca regularizare.
2. Dovedind că coliziunile triple apar numai atunci când momentul unghiular L dispare. Prin limitarea datelor inițiale la L ≠ 0, el a eliminat toate singularitățile reale din ecuațiile transformate pentru problema cu 3 corpuri.
3. Arătând că dacă L ≠ 0, atunci nu numai că nu poate exista o coliziune triplă, dar sistemul este strict limitat de o coliziune triplă. Aceasta presupune, prin folosirea teoremei existenței a lui Cauchy pentru ecuațiile diferențiale, că nu există singularități complexe într-o bandă (în funcție de valoarea lui L ) în planul complex centrat în jurul axei reale (nuanțele lui Kovalevskaya).
4. Găsind o transformare conformă care să înregistreze această bandă în discul unității. De exemplu, dacă s = t1/3 (noua variabilă după regularizare) și dacă | ln s | ≤ β,    atunci această hartă este dată de

Aceasta termină demonstrația teoremei lui Sundman. 
Din păcate, seria corespunzătoare converge foarte încet. Adică, obținerea unei valori de precizie utilă necesită atât de mulți termeni încât această soluție are puțină utilitate practică. Într-adevăr, în 1930, David Beloriszky a calculat că, dacă seria lui Sundman ar fi utilizată pentru observații astronomice, calculul ar implica cel puțin 10 8000000 termeni.

### Soluții pentru cazuri particulare
În 1767, Leonhard Euler a găsit trei familii de soluții periodice în care cele trei mase sunt coliniare în fiecare moment. 
În 1772, Lagrange a găsit o familie de soluții în care cele trei mase formează un triunghi echilateral în fiecare moment. Împreună, aceste soluții formează configurațiile centrale pentru problema cu trei corpuri. Aceste soluții sunt valabile pentru orice rapoarte de masă, iar masele se deplasează pe elipsele Keplerian . Aceste patru familii sunt singurele soluții cunoscute pentru care există formule analitice explicite. În cazul particular circular problema cu trei corpuri restricționat, aceste soluții, văzute într - un cadru rotativ cu primare, devin puncte care se face referire ca L1, L2, L3, L4 și L5 și numite punctele Lagrangianului, cu L 4 și L 5 fiind instanțe simetrice ale lui Lagrange soluție. 
În lucrarea rezumată în 1892-1899, Henri Poincaré a stabilit existența unui număr infinit de soluții periodice la problema cu trei corpuri restrânse, împreună cu tehnicile pentru continuarea acestor soluții în problema generală cu trei corpuri. 
În 1893, Meissel a spus ceea ce se numește acum problema triunghiului pythagorean: trei mase în raportul 3: 4: 5 sunt așezate în repaus la vârfurile unui triunghi drept 3: 4: 5 . Burrau  a investigat în continuare această problemă în 1913. În 1967, Victor Szebehely și colaboratorii au reușit să evadeze această problemă utilizând integrarea numerică, găsind în același timp o soluție periodică în apropiere. 
În anii '70, Michel Hénon și Roger A. Broucke au găsit un set de soluții care fac parte din aceeași familie de soluții: familia Broucke-Henon-Hadjidemetriou. În această familie, toate cele trei obiecte au aceeași masă și pot prezenta forme retrograde și directe. În unele dintre soluțiile lui Broucke, două corpuri urmează aceleași căi. 

O animație a soluției figura-8 la problema cu trei corpuri într-o singură perioadă T ≃ 6.3259.

În 1993, o soluție de impuls zero angular cu trei mase egale, care se deplasează pe o traiectorie în formă de 8, a fost descoperită numeric de către fizicianul Cris Moore la Institutul Santa Fe.  Existența sa formală a fost dovedită în 2000 de matematicienii Alain Chenciner și Richard Montgomery.  S-a demonstrat că soluția este stabilă pentru perturbații mici ale parametrilor de masă și de orbital, ceea ce ridică posibilitatea ciudată de a observa astfel de orbite în universul fizic. Cu toate acestea, s-a susținut că acest eveniment este puțin probabil deoarece domeniul de stabilitate este mic. De exemplu, probabilitatea unui eveniment de împrăștiere binar-binar, care are ca rezultat o orbită în formă de 8, a fost estimată a fi o mică fracțiune de 1%.
În 2013, fizicienii Milovan Šuvakov și Veljko Dmitrašinović de la Institutul de Fizică din Belgrad au descoperit 13 noi familii de soluții pentru problema cu trei corpuri de zero-unghiuri de forță egală.  
În 2015, fizicianul Ana Hudomal a descoperit 14 noi familii de soluții pentru problema cu trei corpuri de masă egală și moment zero-unghiular. 
În 2017, cercetătorii Xiaoming Li și Shijun Liao au găsit 669 de noi orbite periodice pentru problema cu trei corpuri de masă egală și moment zero-unghiular. Aceasta a fost urmată în 2018 de alte 1223 de soluții noi pentru un sistem cu zero impulsuri de mase inegale. 
În 2018, Li și Liao au raportat 234 de soluții pentru problema cu trei corpuri în "cădere liberă"cu mase inegale , care au avut un caracter inegal.  Formularea căderii libere a problemei celor trei corpuri începe cu toate cele trei corpuri în repaus. Din acest motiv, masele într-o configurație de cădere liberă nu orbitează într-o "buclă" închisă, ci călătoresc înainte și înapoi de-a lungul unei "piste" deschise. 
Problema gravitațională a trei corpuri în sensul său tradițional datează în fond din 1687, când Isaac Newton și-a publicat "Principia" ( Philosophiæ Naturalis Principia Mathematica ). În propoziția 66 din Cartea 1 a "Principiei" și în cele 22 de corale ale sale, Newton a făcut primii pași în definirea și studierea problemei mișcărilor a trei corpuri masive supuse atracțiilor lor gravitaționale perturbate reciproc. În propunerile 25-35 din cartea 3, Newton a făcut, de asemenea, primii pași în aplicarea rezultatelor Propoziției 66 la teoria lunară, mișcarea Lunii sub influența gravitațională a Pământului și a Soarelui. 
Problema fizică a fost abordată de Amerigo Vespucci și ulterior de Galileo Galilei; în 1499, Vespucci a folosit cunoașterea poziției Lunii pentru a-și determina poziția în Brazilia. Ea a devenit de importanță tehnică în anii 1720, deoarece o soluție exactă ar fi aplicabilă navigației, în special pentru determinarea longitudinii pe mare, rezolvată în practică de inventarea de către John Harrison a cronometrului marin. Cu toate acestea, precizia teoriei lunare a fost scăzută, datorită efectului perturbativ al Soarelui și al planetelor asupra mișcării Lunii în jurul Pământului. 
Jean le Rond d'Alembert și Alexis Clairaut, care au dezvoltat o rivalitate de lungă durată, au încercat să analizeze problema într-un anumit grad de generalitate; ei prezentând primele analize concurente la Académie Royale des Sciences în 1747. Era în legătură cu cercetarea lor, la Paris, în anii 1740, cu numele "problema cu trei corpuri" (franceză Problème des trois Corps) au început să fie utilizate în mod obișnuit. Un cont publicat în 1761 de Jean le Rond d'Alembert indică faptul că numele a fost folosit pentru prima dată în 1747. 

## Alte probleme care implică trei corpuri
Termenul de "problemă cu trei corpuri" este folosit uneori în sens mai general pentru a se referi la orice problemă fizică care implică interacțiunea a trei corpuri. 
Un analog mecanic cuantic al problemei gravitaționale cu trei corpuri din mecanica clasică este atomul de heliu, în care un nucleu de heliu și doi electroni interacționează în funcție de Legea lui Coulomb. Ca și problema gravitațională cu trei corpuri, problema atomului de heliu nu poate fi rezolvată exact. 
În mecanica clasică și cuantică, totuși, există legi de interacțiune netriviale, în afară forței inverso-pătrate, care conduc la soluții analoge precise cu trei corpuri. Un astfel de model constă într-o combinație de atracție armonică și o forță inverso-cubică repulsivă. Acest model este considerat netrivial, deoarece este asociat cu un set de ecuații diferențiale neliniare care conțin singularități (comparativ cu, de exemplu, interacțiunile armonice care conduc la un sistem ușor de rezolvat al ecuațiilor diferențiale liniare). În aceste două aspecte el este analog cu modelele (insolubile) care au interacțiuni Coulomb și, ca rezultat, a fost sugerat ca un instrument de înțelegere intuitivă a sistemelor fizice cum ar fi atomul de heliu. 
Problema gravitatională cu trei corpuri a fost de asemenea studiată folosind relativitatea generală. Din punct de vedere fizic, un tratament relativist devine necesar în sisteme cu câmpuri gravitaționale foarte puternice, cum ar fi în apropierea orizontului evenimentului unei găuri negre. Cu toate acestea, problema relativistă este considerabil mai dificilă decât în mecanica newtoniană și sunt necesare tehnici numerice sofisticate. Rețineți că însăși problema completă a două corpuri (adică pentru raportul arbitrar al masei) nu are o soluție analitică riguroasă în relativitatea generală. 

## Problema cuncorpuri
Problema cu trei corpuri este un caz particular al problemei cu n corpuri, care descrie modul în care n obiecte se vor deplasa sub una dintre forțele fizice, cum ar fi gravitația. Aceste probleme au o solutie analitica globala sub forma unei serii de puteri convergente, asa cum a demonstrat Karl F. Sundman pentru n = 3 și de către Qiudong Wang pentru n > 3 (vezi problema cu n corpuri  pentru detalii).  
Cu toate acestea, seriile Sundman și Wang converg atât de încet încât sunt inutile în scopuri practice; este, prin urmare, necesar să aproximăm soluțiile prin analize numerice sub formă de integrare numerică sau, în unele cazuri, aproximări ale seriilor trigonometrice clasice.  
Sistemele atomice, de exemplu, atomii, ionii și moleculele, pot fi tratați în termenii problemei cuantice cu n corpuri. Dintre sistemele fizice clasice, problema cu n corpuri se referă de obicei la o galaxie sau la un grup de galaxii; sistemele planetare, cum ar fi stelele, planetele și sateliții lor, pot fi, de asemenea, tratate ca sisteme de n corpuri. Unele aplicații sunt tratate în mod convenabil prin teoria perturbării, în care sistemul este considerat o problemă cu două corpuri plus forțe suplimentare care cauzează deviații de la o traiectorie ipotetică neperturbată a două corpuri.

## În cultura populară
- 1865 — Problema este, de asemenea, menționată în romanul De la Pământ la Lună al lui Jules Verne, unde președintele Barbicane explică cum să se calculeze viteza de anihilare a gravitației exercitate de Pământ.
- 1951 — Problema cu trei corpuri este reprezentată ca un set de ecuații pe tabla profesorului Barnhardt în filmul Ziua în care Pământul s-a oprit.
- 2008 — Problema apare în trilogia science-fiction a scriitorului chinez Cixin Liu, iar numele problemei a fost folosit atât pentru primul volum cât și pentru trilogie în ansamblu.